# 马鹿乡
马鹿乡，是中华人民共和国四川省凉山彝族自治州盐源县曾经下辖的一个乡。2016年撤销。

## 行政区划
马鹿乡撤销前下辖以下地区：
大坪子村、芭蕉湾村、上荒田村、下荒田村和五台山村。